# 吕恩 (瑞士)

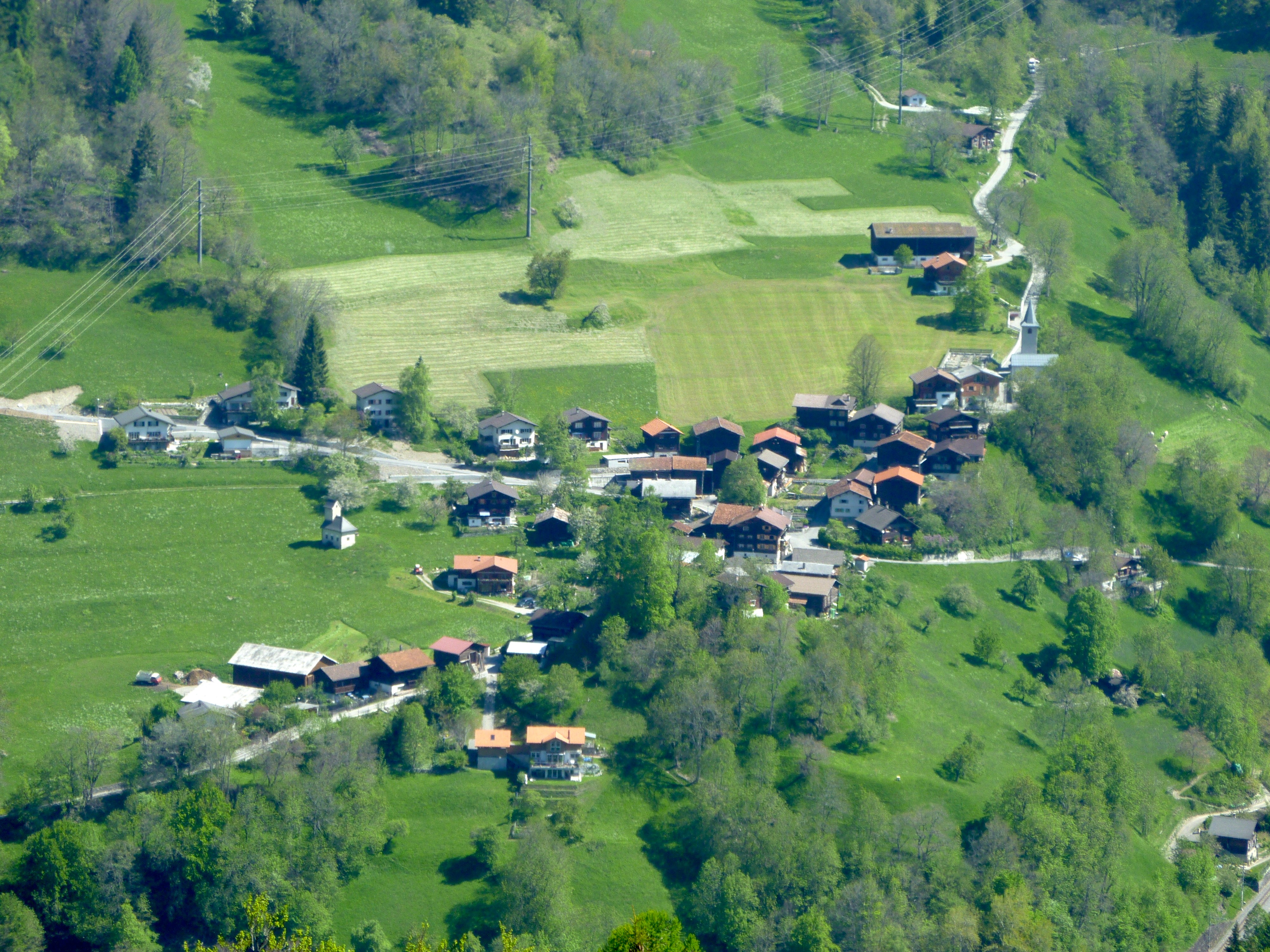

呂恩是瑞士的城鎮，位於該國東部，由格勞賓登州負責管轄，距離庫爾7公里，面積50.86方公里，海拔高度439米，2011年人口716，人口密度每平方公里14人。